# Acanthochelys
Acanthochelys es un género de tortugas de la familia Chelidae que habitan en América del Sur.

## Especies
- Acanthochelys macrocephala - galápago cabezón del Pantanal.
- Acanthochelys pallidipectoris - galápago chaqueño.
- Acanthochelys radiolata - galápago radiado.
- Acanthochelys spixii - galápago canaleta.